# Offshore-Windpark Merkur

Lage von Merkur Offshore innerhalb der Windparks in der Deutschen Bucht

Merkur Offshore, ehemals MEG 1, ist ein Offshore-Windpark in der deutschen ausschließlichen Wirtschaftszone der Nordsee, der im Juni 2019 in Betrieb gegangen ist. Der Windpark besteht aus 66 Windenergieanlagen des Typs GE Wind Energy Haliade 150-6MW. Das Regelarbeitsvermögen des Windparks, der 2019 in Betrieb ging liegt bei ca. 1750 GWh pro Jahr.

## Lage
Der Windpark befindet sich in der Nordsee innerhalb der deutschen ausschließlichen Wirtschaftszone. Er liegt ca. 45 Kilometer nördlich der Insel Borkum und umfasst eine Fläche von ca. 47 km² bei Wassertiefen von etwa 27–33 Metern.

## Geschichte
Nach Antrag der Multibrid Entwicklungsgesellschaft mbH vom 10. April 2006 wurde am 31. August 2009 durch das Bundesamt für Seeschifffahrt und Hydrographie (BSH) die Errichtung und der Betrieb von 80 Windenergieanlagen genehmigt. Am 13. April 2011 erteilte das BSH der Nordsee Offshore MEG I GmbH die erste Freigabe nach dem BSH-Standard „Konstruktive Ausführung von Windenergieanlagen“. Geplant wurde der Windpark von Windreich und DEME sowie Alstom (jetzt General Electric).
Die Projektfinanzierung begann mit Nordsee Offshore MEG 1 GmbH und DEME Concessions und wurde zum Financial Close mit der Gründung der Merkur Offshore GmbH als ein Joint Venture zwischen Partners Group, InfraRed Capital Partners, DEME Concessions und Coriolis abgeschlossen. Im August 2016 wurde die Finanzierung gesichert. Zum Kapitalgeber-Konsortium gehören General Electric, DEME, Partners Group, InfraRed Capital Partners und die französische Organisation ADEME.
Aufgrund der Insolvenz von Windreich geriet der Entwicklungsprozess ins Stocken und auf Antrag des Genehmigungsinhabers wurden die Bestimmung zum spätesten Baubeginn durch das BSH zunächst bis zum 1. Juli 2016 und später bis zum 1. August 2017 verlängert.
Während der Entwicklungsphase wurden verschiedenen Designanpassungen in den Gründungsstrukturen (Monopile - Jacket - Monopile) und der Anzahl und Größe der Turbinen vorgenommen. Schließlich wurden 66 Turbinen für je 6 MW auf Monopile-Gründungen gesetzt.
Anfang Juni 2018 wurde der erste Strom im Windpark produziert und wurde damit teilweise in Betrieb genommen. Der Aufbau der Anlagen konnte Ende September 2018 abgeschlossen werden. Die Merkur Offshore GmbH erhielt im Herbst 2019 das Projektzertifikat von der Zertifizierungsstelle Hanseatic Power Cert GmbH, die zur Beantragung der Betriebsfreigabe erforderlich ist.

## Anteilseigner
An der Merkur Offshore GmbH waren zum Zeitpunkt der Investitionsentscheidung folgende Gesellschafter beteiligt:
| Anteil | Anteilseigner                                          |
| ------ | ------------------------------------------------------ |
| 50 %   | Partners Group Merkur Holding                          |
| 25 %   | InfraRed Capital Partners                              |
| 12,5 % | DEME Concessions Merkur                                |
| 12,5 % | Coriolis FOAK (ADEME und GE Energy Financial Services) |

Im Dezember 2019 wurde bekannt, dass 100 % der Anteile der Merkur Offshore GmbH an ein Konsortium aus The Renewable Infrastructure Group Limited (TRIG) und dem Pensionsinvestor APG verkauft werden. TRIG ist eine an der Londoner Börse geführte Investmentgesellschaft. APG ist die größte Pensionsgesellschaft in den Niederlanden.

## Technologie

### Gründungsstrukturen
Zum Einsatz kommen 66 Monopiles mit Durchmessern von bis zu 8 Metern, Längen bis zu 73 Metern und einem Gesamtgewicht von ca. 970 t. Die Verbindung zum Transition Piece erfolgt über einen verschraubten Flansch. Jeder Monopile besteht aus drei Sektionen:
1. untere zylindrische Sektion
2. mittlere konische Sektion
3. obere zylindrische Sektion
Die Länge der unteren zylindrischen Sektion variiert in Abhängigkeit von Wassertiefen und unterschiedlichen geotechnischen Randbedingungen an den einzelnen Lokationen.
Die obere zylindrische Sektion hat einen konstanten Außendurchmesser von 6,0 m. Die konische Sektion hat einen Außendurchmesser von 6,0 m an der Oberseite und steigt auf 7,6 m oder 7,8 m an der Unterseite an. Die untere Sektion hat abhängig vom Standort einen Durchmesser von 7,6 m oder 7,8 m.
| Länge               | 58,5 m – 72,6 m |
| Einbindetiefe       | 25 m – 35,4 m   |
| Unterer Durchmesser | 7,6 m – 7,8 m   |
| Oberer Durchmesser  | 6,0 m           |
| Gewicht             | 703 t – 970 t   |

### Windenergieanlagen
Merkur Offshore wird mit 66 Windkraftanlagen des Typs „GE Wind Energy Haliade 150-6MW“ mit einer Nennleistung von jeweils 6 MW und einem Rotordurchmesser von 150 Metern ausgestattet; die Nabenhöhe liegt bei 102 Metern. Ausgelegt ist sie für die Windklasse IB, d. h. für Offshore-Standorte mit einer Referenzwindgeschwindigkeit von 50 m/s (10-min-Durchschnitt) und einer 50-jährigen Extrem-Böen-Geschwindigkeit von 70 m/s (3-Sekunden-Durchschnitt).
Die Haliade 150-6MW ist eine 3-Blatt-Aufwind-Anlage, die mit einem direkt angetriebenen Permanentmagnetgenerator und drei identischen Vollumrichtern ausgestattet ist. Die Umrichter und Transformatoren befinden sich am Turmboden und im Niederspannungs-Schaltschrank. Zur Versorgung der Kühlventilatoren sowie der Pitch- und Yaw-Steuerung ist ein Verteilerschrank in der Gondel platziert. Um die verbauten Komponenten vor Korrosion und hohen Temperaturen zu schützen, wird die Innenluftqualität der Gondel durch eine Klimaanlage konstant gehalten und die wichtigsten Komponenten durch Wärmetauscher gekühlt.
Die 66 Turbinen wurden von GE in Saint-Nazaire hergestellt. Die 198 Rotorblätter mit einer Länge von je 73,5 m wurden von LM Wind Power in Castellón produziert.

### Inner-Park-Verkabelung
Die Inner-Park-Verkabelung zur Verbindung der einzelnen Windenergieanlagen mit der Umspannplattform erfolgt in einer Redundanz bietenden Loop-Konfiguration. Die 66 Anlagen werden auf 12 Strings mit je 5–6 Anlagen verteilt. Über ein Brückenkabel werden je zwei Strings zu einem Loop zusammengeschlossen. Die Kabelverlegung erfolgte mit einem speziellen Kabellegeschiff.

### Umspannstation
Der Auftrag zum Bau der Umspannplattform (OSS) wurde von GeoSea an das Joint Venture aus Cofely Fabricom, Iemants und Tractebel Engineering vergeben. Die OSS wandelt die Spannung von 33 kV in 155 kV um und bildet den Übergabepunkt für die produzierte Energie an den Netzbetreiber Tennet. Die Topside wurde auf der Jacket-Gründung installiert. Sie wird vollautomatisch und unbemannt betrieben. Für Service und Wartungsarbeiten wird ein schneller Zugriff per Helikopter über ein Helipad ermöglicht.
Technische Daten:
- Jacket:
  - 4-Bein-Jacket mit einer Spannweite von 24 × 24 m (oben) und 39 × 39 m (unten)
  - 12 J-Tubes für die Inner-Park-Kabel
  - 2 J-Tubes für die Export-Kabel
  - 2 Boat Landings
  - Rigging Plattform zum Kabel ziehen
- Topside:
  - Nennleistung 396 MW
  - Leistungstransformatoren 155/33/33 kV - 220/300 MVA
  - Hilfs- und Notstromversorgung: 2 Dieselgeneratoren je 1.250 kVA, installiert bei WTGs im Falle eines Netzausfalls für bis zu 21 Tage ohne Betankung, 150.000 l Dieselkraftstoff
  - Notstromversorgung: 200 kVA zum Betrieb aller Sicherheitssysteme (Kran, Leuchten, Rettungssysteme, Automatisierung)
  - drei Decks (meist geschlossen und belüftet durch ein Wechselstromsystem)
  - Hubschrauberlandeplatz
  - Top-Deckkran:
    - SWL: 8t
    - 22 m Reichweite (SWH, 1,5 m)
    - zertifiziert für Man-Riding

  - OSS unbemannt
  - Unterkunft für bis zu 12 Personen zur Verfügung
  - Gewicht: ca. 1400 Tonnen

## Netzanbindung
Die in den einzelnen Windenergieanlagen gewonnene elektrische Energie wird über AC-Mittelspannungskabel (Inner-Park-Verkabelung, 33 kV) zur Umspannplattform im Windpark geleitet. Von hier erfolgt die Netzanbindung zur von Nordic Yards gefertigten HVDC-Konverterplattform „DolWin gamma“. Dort schließt auch der benachbarte Offshore-Windpark Borkum Riffgrund 2 an. Mit Herstellung dieser Wechselstrom-Verbindung wurden die Norddeutsche Seekabelwerke beauftragt. DolWin gamma gehört zum HGÜ-System „DolWin 3“, das den Strom zur HVDC-Konverterstation im Umspannwerk Dörpen/West bei Heede (Emsland) transportiert. Die Verantwortung für die HGÜ liegt beim Übertragungsnetzbetreiber TenneT TSO. Als offizieller Netzanbindungstermin war der 23. August 2017 vorgesehen.

## Bauphase
Die Komponenten wurden zentral vom Orange Blue Terminal im niederländischen Eemshaven zum Bestimmungsort in der Nordsee verschifft. Der Bau des Windparks begann im April 2017 mit Einbau der ersten Monopile-Gründungen. Dabei wurde das Errichterschiff Innovation eingesetzt. Ab November 2017 wurde die Challenger von A2SEA eingesetzt, um die Monopiles mit Übergangselementen auszustatten, die die eigentlichen Anlagentürme aufnehmen. Die letzte Verladung von zum Bau vorgesehenen Elementen erfolgte Ende September 2018.

## Betrieb
Der Anlagenlieferant General Electric nutzt zur Erfüllung des langfristigen Service-Vertrags ein Gelände in Eemshaven als Wartungs- und Servicestützpunkt.